# Bajo tu piel (telenovela)
Bajo tu piel es una telenovela peruana es una producción de Francisco J. Lombardi.
Protagonizada por José Enrique Mavila , Mónica Domínguez y la participación antagónica de Sol Carreño.

## Reparto[6]
- Carlos Cano de la Fuente como Dr. Quezada
- Gustavo Bueno Wunder
- Sol Carreño
- Martha Figueroa
- José Enrique Mavila
- Lolita Ronalds
- Patricia Wunder
- Toño Vega
- Carlos Cano
- Mónica Dominguez
- Jorge Quiñe